# For Today
For Today est un groupe américain de metalcore chrétien,,, originaire de Sioux City, en Iowa. Avant sa séparation en 2016, le groupe est signé au label Nuclear Blast Records. Il compte deux EP : Your Moment, Your Life, Your Time et Prevailer, et six albums studio : Ekklesia en 2008, Portraits en juin 2009, Breaker en 2010, Immortal en 2012, Fight the Silence en 2014 et Wake en 2015.

## Historique
For Today est formé en 2005 par Ryan Leitru, Mike Reynolds, David Morrison, et Jon Lauters. Lauters et le chanteur Matt Tyler, qui joint le groupe peu après sa création, (connu sous le nom Madison Skylights) quittent le groupe peu de temps après, et sont remplacés par Mattie Montgomery (ex-Besieged) et Brennan Schaeuble. Schaeubleest remplacé par le frère de Ryan, Brandon. Le 1er avril 2008, ils publient leur premier album, produit par le label Facedown Records, Ekklesia,. Leur deuxième album, Portraits, est publié le 9 juin 2009, sur le même label, et atteint la 35e place du Billboard Christian Albums Chart. Différentes personnalités bibliques sont nommés sur l'album : les prophètes Ezekiel, Joel, Elijah et Isaiah, et Nicodemus, Zacharias, Saul (Paul) de Tarsus et Immanuel (Jésus).
Après leur signature chez Razor & Tie, le groupe entre en studio le 6 janvier 2012 jusqu'au 8 février 2012 au Machine Shop dans le New Jersey. Ils annoncent aussi Will Putney à la production. Le premier single de l'album, Fearless, est publié le 16 mars 2012.Ils jouent en tête d'affiche au Fight the Silence Tour en soutien à leur nouvel album en mars 2012 et tournent avec A Skylit Drive, Stick to Your Guns, MyChildren MyBride, et Make Me Famous. Le nouvel album, Immortal, est publié le 29 mai 2012. Ils jouent au Warped Tour 2012.
Le 15 juin 2012, le batteur David Morrison se retire de For Today pour une mission en Amérique du Sud avec les Extreme Nazarene Ministries. David Puckett (ex-The Crimson Armada) le remplacera à la batterie. Le guitariste Mike Reynolds quitte le groupe au début de 2013. Le 2 avril 2013, le groupe annonce un nouvel EP quatre titres, Prevailer et un DVD retraçant le parcours du groupe.
Le 15 avril 2015, Samuel Penner annonce son départ. À la mi-2015, Jim Hughes, guitariste du groupe Colossus et ami de longue date du groupe, le remplace à la guitare, avec Brandon qui remplace Penner. Le 30 juillet 2015, le groupe annonce sa signature chez Nuclear Blast Records, et un nouvel album au label. Le 5 juillet 2016, ils annoncent une tournée d'adieu.

## Members

### Derniers membres
- Ryan Leitru – guitare solo, chant (2005–2016)
- Brandon Leitru – basse (2005–2015), guitare rythmique (2015-2016)
- Mattie Montgomery – chant guttural (2007–2016)
- David Puckett – batterie (2012–2016)
- Jim Hughes – basse, chœurs (2015–2016)

### Anciens membres
- Jon Lauters – basse 2005)
- Brennan Schaeuble – basse (2005)
- Matt Tyler – chant guttural (2007)
- David Morrison – batterie, chant (2005–2012)
- Mike Reynolds – guitare rythmique (2005–2013)
- Sam Penner – guitare rythmique (2013–2015)

## Discographie
- 2008 : Ekklesia
- 2009 : Portraits
- 2010 : Breaker
- 2012 : Immortal
- 2014 : Fight the Silence
- 2015 : Wake